# Domenico della Rovere
 (mars 2020).
Domenico della Rovere (en français Dominique de La Rovère), dit le cardinal de Tarentaise (né en 1442 à Vinovo, près de Turin, au Piémont et mort à Rome, le 22 avril 1501) est un cardinal italien de l'Église catholique. 

## Biographie
Domenico della Rovere naît en 1442, à Vinovo, une ville piémontaise proche de Turin. Il appartient à la famille piémontaise Della Rovere (branche de Vinovo). Il a pour frère, le futur cardinal Cristoforo della Rovere.
Della Rovere est chanoine à Lausanne, prieur de Saint-André, nonce à la cour de Savoie, auditeur à la Rote romaine, chanoine à la basilique Saint-Pierre et gouverneur du château Saint-Ange à Rome.
Il est créé cardinal par le pape Sixte IV au consistoire du 10 février 1478, en succession de son frère mort 10 jours avant. Il est nommé en 1478 archevêque de Tarentaise  et évêque de Montefiascone et Corneto, transféré à Genève  et à Turin en 1482. En 1483 il est nommé légat au Piémont et en Savoie.
Le cardinal della Rovere  fait construire le palais Della Rovere donnant sur l'ancienne place Scossocavelli à Rome, une maison de correction, qui devient partie de l'hôpital S. Spirito, une villa près du  Ponte Molle et une chapelle de l'église de S. Maria del Popolo, qu'il fait décorer par Pintoricchio. Il fait construire aussi l'église principale de Montefiascone et la cathédrale de Turin e le château de Vinovo.
Della Rovere participe au conclave de 1484, lors duquel Innocent VIII est élu, et à celui de 1492 qui consacra la victoire d'Alexandre VI.
Domenico della Rovere meurt le 22 mars 1501, à Rome.